# SN 2010il
SN 2010il – supernowa typu Ib/c odkryta 29 września 2010 roku w galaktyce NGC 6922. W momencie odkrycia miała maksymalną jasność 16,40m.